# Fandogamia Editorial
Fandogamia Editorial es una editorial española especializada en la publicación de historietas y manga. Fue fundada en 2013 y tiene su sede en la provincia de Valencia.

## Historia
La editorial fue creada en 2013 mediante la fusión de tres colectivos fanzines: Studio Kat (Valencia), Studio Wargh (Murcia) y Ruleta Rusa (Barcelona), con el objetivo de publicar a autores emergentes y licencias de cómic que no tenían cabida en otros sellos. El primer responsable de la nueva empresa fue Pedro F. Medina, vinculado a Studio Kat.
En un primer momento se centró en autores españoles, y al poco tiempo expandió su colección con nuevas licencias estadounidenses, europeas y japonesas. Algunas de sus obras con más repercusión han sido Giant Days (ganadora del Premio Eisner 2019), y Mi experiencia lesbiana con la soledad (premio del Salón del Manga de Barcelona 2018).

## Colecciones
La empresa divide sus colecciones en líneas editoriales:
- Línea Infinite — colecciones de historieta nacional e internacional.
- Línea Yamanote — colección de manga.
- Línea ADSL — colecciones de webcómic editados en papel.
- Fanternet —  sitio web dedicado a series en formato webcómic.

## Otras obras destacadas
- Corazón de Melón, de Xian Nu Studio. Premio a Mejor Manga Español en el Salón del Manga de Barcelona 2015.[7]
- Mi vida sin rosa, de Lizth Bianc. Premio a Mejor Obra Española concedido por el Salón del Cómic de Zaragoza 2022.[8]
- "THE", de Manuel Álvarez. Premio a Mejor Obra por Votación Popular en Comic Barcelona 2022.[9]
- El Duelo, de Paula Cheshire. Premio Antifaz a Mejor Autora Emergente en el Salón del Cómic de Valencia 2023.[10]
- El niño Jesús no odia a los mariquitas, de Don Julio. Denunciado por Abogados Cristianos en mayo de 2024 por provocación sexual y delito de odio al sentimiento religioso. Causa archivada en octubre del mismo año por la Sala de Instrucción nº2 de Quart de Poblet al no considerarse comisión de delito por parte de la editorial.[11] La Audiencia Provincial de Valencia desestimó en febrero de 2025 el recurso de apelación de Abogados Cristianos y les condenó expresamente al pago de costas.[12]
- Demon Quest, de Enkaru. Premio a Mejor Manga Español en Manga Barcelona 2024.[13]
- Entre enfermeras, de María Jiménez. Premio a Mejor Obra por Votación Popular en Comic Barcelona 2025.[14]